# Aminokwasy niebiałkowe
Aminokwasy niebiałkowe – aminokwasy, które nie występują w białkach, pełnią natomiast inne funkcje biologicznie. Do tej grupy należą wszystkie aminokwasy, które nie są α-aminokwasami. Aminokwasy niebiałkowe mogą pełnić rolę metabolitów pośrednich w procesach metabolicznych lub w przemianach aminokwasów białkowych. Niektóre aminokwasy niebiałkowe produkowane przez bakterie są antybiotykami (np. cykloseryna). Przykładami aminokwasów niebiałkowych są GABA, ADDA, lewodopa, norwalina, lantionina, penicylamina, sarkozyna, ornityna, homoseryna, homocysteina oraz hydroksyprolina.